# Masindray (Soavinandriana)
Pour les articles homonymes, voir Masindray (Antananarivo Avaradrano).
Masindray est un bourg et une commune rurale située dans la Province de Tananarive, au centre de Madagascar.